# Sabrina Salvador
Sabrina Salvador  (Anzoátegui, Venezuela, 1980. szeptember 6. –) venezuelai színésznő, modell és műsorvezető.

## Élete
Sabrina Salvador 1980. szeptember 6-án született Anzoáteguiban.
2011-ben főszerepet játszott A sors hullámain című telenovellában Manuel Sosa mellett.
2013-ban megkapta Dinorah szerepét a Las Bandidasban.
Műsorvezetőként és modellként is dolgozik.

## Filmográfia

### Telenovellák
| Év   | Eredeti Cím     | Cím              | Szerep                               |
| ---- | --------------- | ---------------- | ------------------------------------ |
| 2011 | Natalia del Mar | A sors hullámain | Natalia Uribe / Paulina de Uzcátegui |
| 2013 | Las Bandidas    |                  | Dinorah                              |

### Műsorvezetőként
- Estilo Sony